# Saison 2024-2025 de l'Olympique lyonnais
Maillots
Dernière mise à jour : 31 août 2024.
Chronologie
Saison précédente Saison suivante
La saison 2024-2025 de l'Olympique lyonnais est la 75e saison de l'histoire du club, et la 36e consécutive en Ligue 1.

## Transferts

### Mercato estival
L'Olympique lyonnais lève l'option d'achat de la totalité des joueurs en prêt de la saison dernière : Saïd Benrahma est acquis pour 14,4 M€ de West Ham ; Orel Mangala est acquis pour 23,4 M€ de Nottingham Forest ; Duje Ćaleta-Car est acquis pour 3,59 M€ de Southampton ; Ernest Nuamah est acquis pour 28,5 M€ du RDW Molenbeek ; Mama Baldé est acquis pour 6M€ de Troyes.
En parallèle, le club lyonnais recrute pour 8M€ du club du Real Bétis le latéral gauche brésilien Abner Vinícius qui sera pour la saison, la doublure de Nicolás Tagliafico.
L'Olympique lyonnais recrute le défenseur central Moussa Niakhaté de Nottingham Forest pour un montant 31,9 M€ mais aussi l'attaquant de Metz Georges Mikautadze formé à Lyon pour un montant 23 M€.
L'Olympique lyonnais recrute librement Rémy Descamps qui sera la doublure du portier brésilien.
En fin de mercato, le club lyonnais recrute pour 6 M€, l'international américain Tanner Tessmann. Le club obtient les prêts du défenseur central Warmed Omari de Rennes ainsi que de l'ailier Wilfried Zaha.

### Mercato hivernal
L’OL accueille le milieu offensif argentin Thiago Almada en prêt en provenance de Botafogo, sans option d’achat. Ce renfort offensif est facilité par les liens entre les deux clubs, tous deux membres du groupe Eagle Football.
Plusieurs joueurs quittent le club durant l’hiver. Le milieu de terrain Maxence Caqueret est transféré au club italien de Côme pour un montant estimé à environ 15 M€, bonus inclus. L’attaquant Gift Orban rejoint Hoffenheim pour 9 M€, tandis que l’ailier brésilien Jeffinho retourne à Botafogo pour un montant de 5,3 M€.
L’ailier Saïd Benrahma est prêté au club saoudien Neom SC avec une option d’achat fixée à 12 M€. Le défenseur central brésilien Adryelson est prêté à Anderlecht avec option d’achat, tandis que le milieu Mahamadou Diawara rejoint Le Havre sous forme de prêt sans option.
Le gardien historique Anthony Lopes, en fin de contrat, quitte le club et s’engage librement avec le FC Nantes. D’autres joueurs quittent temporairement le club, à l’image du jeune gardien Justin Bengui, prêté au FK Jedinstvo Ub (Serbie).
Enfin, l’ailier Wilfried Zaha, dont le prêt n’a pas été prolongé, retourne dans son club d’origine après seulement quelques mois passés entre au club.

## Compétitions

### Championnat de France
| Rang | Équipe               | Pts | J  | G  | N | P  | Bp | Bc | Diff | Qualification ou relégation                                                     |
| ---- | -------------------- | --- | -- | -- | - | -- | -- | -- | ---- | ------------------------------------------------------------------------------- |
| 4    | OGC Nice             | 60  | 34 | 17 | 9 | 8  | 66 | 41 | +25  | Qualification pour le troisième tour de qualification de la Ligue des champions |
| 5    | LOSC Lille           | 60  | 34 | 17 | 9 | 8  | 52 | 36 | +16  | Qualification pour la phase de ligue de la Ligue Europa                         |
| 6    | Olympique lyonnais   | 57  | 34 | 17 | 6 | 11 | 65 | 46 | +19  | Qualification pour la phase de ligue de la Ligue Europa                         |
| 7    | RC Strasbourg Alsace | 57  | 34 | 16 | 9 | 9  | 56 | 44 | +12  | Qualification pour les barrages de la Ligue Conférence                          |
| 8    | RC Lens              | 52  | 34 | 15 | 7 | 12 | 42 | 39 | +3   |                                                                                 |

### Coupe de France
L'entrée des clubs de Ligue 1 en coupe de France se fait au stade des 32e de finale.

### Ligue Europa
| Rang | Équipe              | Pts | J | G | N | P | Bp | Bc | Diff | Qualification ou relégation                                                       |
| ---- | ------------------- | --- | - | - | - | - | -- | -- | ---- | --------------------------------------------------------------------------------- |
| 1    | SS Lazio            | 19  | 8 | 6 | 1 | 1 | 17 | 5  | +12  | Qualification pour les Huitièmes de finale (Tête de série)                        |
| 2    | Athletic Bilbao     | 19  | 8 | 6 | 1 | 1 | 15 | 7  | +8   | Qualification pour les Huitièmes de finale (Tête de série)                        |
| 3    | Manchester United   | 18  | 8 | 5 | 3 | 0 | 16 | 9  | +7   | Qualification pour les Huitièmes de finale (Tête de série)                        |
| 4    | Tottenham Hotspur   | 17  | 8 | 5 | 2 | 1 | 17 | 9  | +8   | Qualification pour les Huitièmes de finale (Tête de série)                        |
| 5    | Eintracht Francfort | 16  | 8 | 5 | 1 | 2 | 14 | 10 | +4   | Qualification pour les Huitièmes de finale (Tête de série)                        |
| 6    | Olympique lyonnais  | 15  | 8 | 4 | 3 | 1 | 16 | 8  | +8   | Qualification pour les Huitièmes de finale (Tête de série)                        |
| 7    | Olympiakós C4       | 15  | 8 | 4 | 3 | 1 | 9  | 3  | +6   | Qualification pour les Huitièmes de finale (Tête de série)                        |
| 8    | Rangers FC          | 14  | 8 | 4 | 2 | 2 | 16 | 10 | +6   | Qualification pour les Huitièmes de finale (Tête de série)                        |
| 9    | FK Bodø/Glimt       | 14  | 8 | 4 | 2 | 2 | 14 | 11 | +3   | Qualification pour les Barrages de la phase à élimination directe (Tête de série) |
| 10   | RSC Anderlecht      | 14  | 8 | 4 | 2 | 2 | 14 | 12 | +2   | Qualification pour les Barrages de la phase à élimination directe (Tête de série) |
| 11   | FCSB                | 14  | 8 | 4 | 2 | 2 | 10 | 9  | +1   | Qualification pour les Barrages de la phase à élimination directe (Tête de série) |

## Récompense individuelle
- L'Équipe pour le Championnat de France de football 2024-2025
  - Equipe type de la 6e journée de la ligue 1 : Clinton Mata[12]
  - Equipe type de la 7e journée :Nicolás Tagliafico[13]
  - Equipe de la 8e journée : Abner [14]
  - Equipe type de la 12e journée : Rayan Cherki[15]
  - Equipe type de la 13e journée : Alexandre Lacazette et Corentin Tolisso [16]
  - Equipe type de la 14e journée : Tagliafico(2) Nemenja Matic et Rayan Cherki (2)[17]
  - Equipe type de la 16e journée : Lucas Perri [18]
  - Equipe type de la 21e journée : Rayan Cherki(3) et Corentin Tolisso(2) [19]
  - Equipe type de la 25e journée : Ainsley Maitland-Niles et Thiago Almada[20]
  - Equipe type de la 26e journée: Thiago Almada (2) [21]
  - Equipe type de la 28e journée :  Clinton Mata et Ainsley Maitland-Niles[22]
- Joueur du mois UNFP
  - nommé pour le joueur du mois de Novembre : Alexandre Lacazette[23] nommé pour le joueur du mois de Décembre : Rayan Cherki

## Voir Aussi
- Olympique lyonnais
- Championnat de France de football 2024-2025
- Parc Olympique lyonnais